# Informatica quantistica
L'informatica quantistica è l'insieme delle tecniche di calcolo e del loro studio che utilizzano i quanti per memorizzare ed elaborare le informazioni. Molte sono le differenze con l'informatica classica, soprattutto nei principi fondamentali.

## Origini
La macchina di Turing (MT) è una architettura elaborativa utilizzata per lo studio dei computer tradizionali e della scienza dell'informazione che fu realizzata allo scopo di creare un calcolatore e che è costruita in base agli assiomi della fisica classica: ossia lo stato del nastro e della testina sono sempre univocamente identificabili, gli spostamenti sempre regolati dalle leggi del moto, etc. Quindi la MT è totalmente deterministica (MTD). Una sua variante, equivalente ma più veloce, è la macchina di Turing probabilistica (MTP). Può risolvere ogni problema risolvibile via MTD, ma di solito lo fa più velocemente (nel senso della teoria della complessità algoritmica). Anch'essa, però, è soggetta agli assiomi della fisica classica, e soprattutto nessuna delle due è reversibile, per il secondo principio della termodinamica. Dato che la meccanica quantistica è reversibile, lo è anche una macchina di Turing quantistica (MTQ). Inoltre deve rispettare i vincoli della meccanica quantistica, tra cui il principio di indeterminazione di Heisenberg e l'equazione di Schrödinger.
Lo sviluppo di una MTQ, quindi di un calcolatore quantistico, ha richiesto diversi passaggi.
Nel 1973 Charles Bennett dimostrò che è possibile costruire una MT reversibile. Nel 1980, Paul Benioff dimostrò che la reversibilità è una condizione necessaria per realizzare una MTQ. Due anni dopo Richard Feynman pubblicò il suo famoso lavoro sul computer quantistico. In esso, stabilisce che:
1. Una MTD può simulare un sistema quantistico solo con un rallentamento esponenziale (nel senso della teoria della complessità algoritmica).
2. Un computer basato sui qubit non è soggetto a tale limitazione, ed è dunque un simulatore quantistico universale.

Finalmente, nel 1985, David Deutsch dell'Università di Oxford descrisse la prima vera MTQ.
I primi prototipi di computer a qubit furono realizzati dal Centro ricerche dell'IBM di Almaden nel 1997, misurando lo spin dei nuclei atomici di particolari molecole tramite la risonanza magnetica nucleare. Sono stati realizzati "processori" a 5 e 7 qubit, con cui tra l'altro è stato applicato per la prima volta l'algoritmo di fattorizzazione di Shor

## Descrizione

### Principi
Le regole che stanno alla base del calcolo quantistico differiscono notevolmente da quelle classiche, e sembrano molto più restrittive. In realtà, è possibile mostrare che le macchine di Turing quantistiche (MTQ) non solo permettono di raggiungere la stessa affidabilità nei calcoli, ma riescono a eseguire compiti che le macchine di Turing classiche non possono fare: ad esempio, generare numeri veramente casuali, e non pseudo-casuali.
Questi i principi:
1. no-cloning: l'informazione quantistica non può essere copiata con fedeltà assoluta, e quindi neanche letta con fedeltà assoluta;[2]
2. l'informazione quantistica può invece essere trasferita con fedeltà assoluta, a patto che l'originale venga distrutto nel processo. Il teletrasporto quantistico è stato ottenuto per la prima volta da Nielsen, Klinn e LaFlamme nel 1998;
3. ogni misura compiuta su un sistema quantistico distrugge la maggior parte dell'informazione, lasciandolo in uno stato base. L'informazione distrutta non può essere recuperata. Ciò è una derivazione diretta dai postulati della meccanica quantistica (PMQ);
4. anche se in qualche caso è possibile conoscere esattamente in che stato base si troverà il sistema dopo una misura, il più delle volte avremo solo previsioni probabilistiche. Anche questo deriva direttamente dai PMQ;
5. alcune osservabili non possono avere simultaneamente valori definiti con precisione, per il principio di indeterminazione di Heisenberg. Ciò ci impedisce sia di stabilire con esattezza le condizioni iniziali prima del calcolo, sia di leggere i risultati con precisione;
6. l'informazione quantistica può essere codificata, e solitamente lo è, tramite correlazioni non-locali tra parti differenti di un sistema fisico. In pratica, si utilizza l'entanglement.

### Approcci al qubit
Un qubit fisico può essere realizzato tramite trappole di ioni, punti quantistici o spin atomici nei semiconduttori, superconduttori, e fotoni . In alternativa vi è l'approccio topologico, prescelto ad esempio da Microsoft per realizzare un computer quantistico e basato sulle proprietà dei gas bidimensionali di elettroni, che se realizzato consentirebbe una maggiore resilienza ai fenomeni di decoerenza o di disturbo che affliggono i primi.

### Critiche
Alcuni criticano le possibilità dell'informatica quantistica, in quanto per poter avere elevate precisioni sia in ingresso che in uscita, occorrono tempo ed energia. Questo è senz'altro vero, tuttavia vi è un aspetto che viene sottovalutato: la precisione è infinita durante il calcolo. Questo significa che durante elaborazioni complesse, non vi sono ulteriori errori di cancellazione, overflow o underflow determinati dalla rappresentazione digitale, come invece accade con i processori binari. In altre parole un algoritmo quantistico è sempre stabile, tranne che per l'input e l'output.

### Letture tecniche
Libri e dispense
- (EN)  Zdzislaw Meglicki, Introduction to Quantum Computing Archiviato l'11 ottobre 2004 in Internet Archive., Università dell'Indiana, 2002
- (EN)  Zhenghan Wang, Introduction to Topological Quantum Computing Archiviato il 7 settembre 2006 in Internet Archive., Università dell'Indiana, 2002

Articoli
- (EN)  Bennett, Charles (1973), Logical reversibility of computation Archiviato il 31 dicembre 2004 in Internet Archive., IBM J. Res. Develop., n 17, pagine 525-532.
- (EN)  Benioff, Paul (1980), The computer as a physical system: A microscopic quantum mechanical Hamiltonian model of computers as represented by Turing machines Archiviato il 1º marzo 2005 in Internet Archive., J. Statist. Phys. n. 22, pagine 563-591.
- (EN)  Wootters, W. e Zurek, W. (1982), "A single quantum cannot be cloned", Nature n. 299, pagine 802-803.
- (EN)  Quantum Computing with Molecules, Scientific American Feature article